# Flores (Uruguay)
Cet article possède des homonymes et des paronymes, voir Flores.
Le département de Flores est situé dans le sud ouest de l'Uruguay. Sa capitale est Trinidad.
C'est le département uruguayen le moins peuplé du pays avec environ 25 000 habitants.

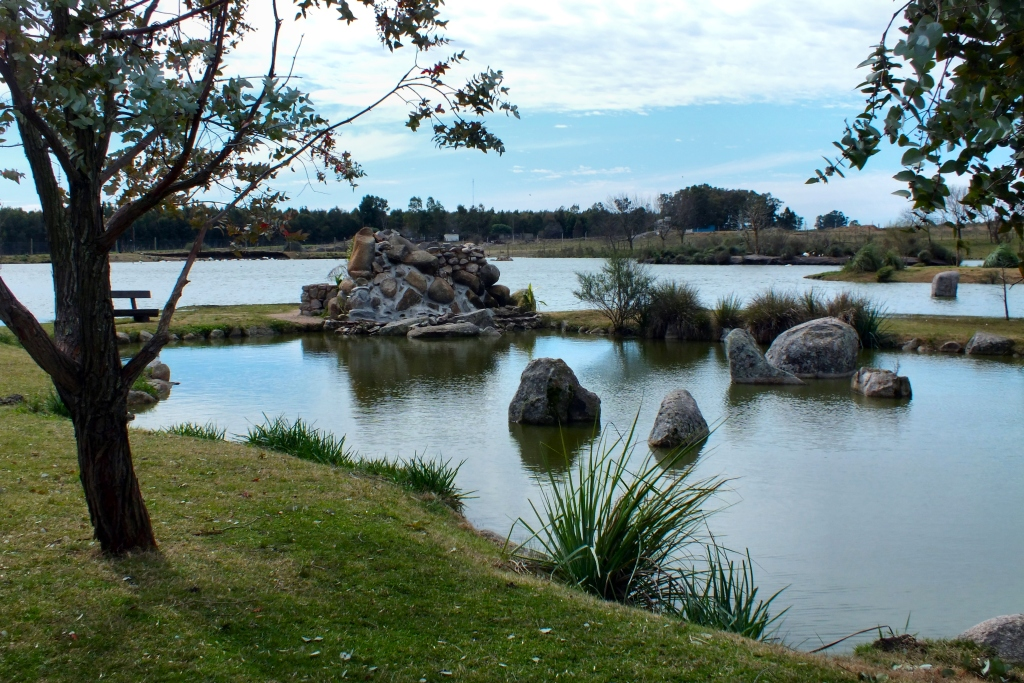
Réserve de flore et de faune Dr. Rodolfo Tálice, Trinidad, Flores, Uruguay.

## Géographie
Le département est entouré par celui de Río Negro au nord, au sud par le San José à l'ouest par ceux de Colonia et de Soriano et à l'est par ceux de Durazno et de Florida. 85,1 % de la population est urbaine et 14,9 % est rurale.

## Histoire
Le 17 octobre 1825, la Bataille de Sarandí fut livrée entre les Trente-trois Orientaux et les forces brésiliennes. Les indépendantistes y gagnèrent une bataille décisive puisque c'est à la suite de ce combat que le gouvernement de Buenos Aires accepta de défendre explicitement la révolte.
Le département fut créé le 30 décembre 1885.

## Population
Selon le recensement de 2004,.
| Ville               | Population |
| ------------------- | ---------- |
| Trinidad (capitale) | 20 982     |
| Ismael Cortinas     | 1 069      |
| Andresito           | 271        |
| La Casilla          | 181        |
| Cerro Colorado      | 99         |
| Juan José Castro    | 63         |

## Économie
La plus grande partie du territoire du département est consacrée à l'exploitation agricole- d'élevage. Les principales ressources sont donc le bétail (autant les bovins pour la viande et le lait, que les ovins pour la laine), mais aussi l'agriculture (blé, sorgo et orge), aviculture ou même l'apiculture.
L'une des principales industries du département est la blanchisserie de laines, les autres étant les diverses coopératives comme Copalsur (apiculture), Calpu (lait), Las Horneras (aliments), Manos del Uruguay (artisanat de la laine), le département est actuellement en pleine croissance économique.